# Wuelfo Gutiérrez
Wuelfo Huergo Gutiérrez López (* 23. September 1942 in Santiago de Las Vegas; † 31. Mai 2005 in Mexiko-Stadt) war ein kubanischer Sänger.
Ende der 1950er Jahre gründete Gutiérrez mit Juan Luis Cobo, Manolito Santos und Rolando González die Doo-Wop-Gruppe The Fraterns, die 1958 einen Auftritt in José Antonio Alonsos Fernsehshow hatte. 1961 wanderte er in die USA aus, wo er Mitglied verschiedener Musikgruppen wurde. Mit der Gruppe des Pianisten Javier Vázquez, der er ab 1966 angehörte, entstanden seiner ersten Aufnahmen als Solist.
Auf Empfehlung von Roberto Torres, der die Sonora Matancera verließ, um eine eigene Gruppe zu gründen, nahm ihn Rogelio Martínez 1971 in die Sonora auf, der er bis 1976 angehörte. Er tourte mit dieser durch die USA, Mexiko und einen großen Teil Lateinamerikas und nahm mit ihr Sones und Guarachas verschiedener Komponisten auf, darunter Anacaona von Tite Curet Alonso, A Burujón Puñao von José Carbó Menéndez, Así Se Compone Un Son von Ismael Miranda, Muñeco Viajero von Carlos und Mario Rigual sowie El Chivo von Vinicio Gonzaléz.
Nach Unstimmigkeiten mit Rogelio Martínez verließ Gutiérrez 1976 die Sonora und gründete in Mexiko eine eigene Gruppe, die er Sonora Las Vegas nannte und mit der er im Radio, Fernsehen auf in den Cabarets von Mexiko als "Mister Salsa" berühmt wurde. 1989 lud die puerto-ricanische Journalistin, Rundfunksprecherin und -produzentin Gilda Mirós alle noch lebenden Musiker, die einmal Mitglied der Sonora Matancera waren, zu einem Konzert nach New York ein. Hier sang Gutiérrez den Song Anacaona gemeinsam mit Vicentico Valdés, Yayo El Indio, Celio Gonzaléz, Nelson Pinedo, Carlos Argentino, Bobby Capó, Alberto Beltrán, Leo Marini, Albertico Pérez, Roberto Torres, Jorge Maldonado, Daniel Santos und Celia Cruz.
Ab 2001 gehörte Gutiérrez erneut der Sonora Matancera an, mit der er 2004 seinen letzten Auftritt in Austin/Texas hatte. Wegen einer Prostatakrebserkrankung kam er in diesem Jahr in das onkologische Zentrum des Centro Médico Nacional Siglo XXI in Mexiko-Stadt, wo er nach Lungenkomplikationen einem Schlaganfall erlag.